# Loner (Alison Wonderland)
Loner è il terzo album in studio della DJ e produttrice australiana Alison Wonderland, pubblicato nel 2022.

## Tracce
1. Forever – 3:14
2. Safe Life – 3:19
3. Fuck U Love U – 3:10
4. New Day – 2:38
5. I'm Doing Great Now Thanks (Interlude) – 1:28
6. Something Real – 3:49
7. Eyes Closed – 2:44
8. Bad Things – 3:29
9. Thirst – 2:44
10. Cocaine – 2:29
11. Fear of Dying – 3:07
12. Loner – 3:07